# Et la tendresse ? Bordel !
Pour plus de détails, voir Fiche technique et Distribution.
Et la tendresse ? Bordel ! est un film français réalisé par Patrick Schulmann, sorti en 1979.

## Synopsis
Trois couples sont en quête de bonheur :
- Un couple « phallo » : François (Jean-Luc Bideau), directeur d'un club de rencontre peu orthodoxe, l'Eros Club, et Carole (Marie-Catherine Conti) sa maîtresse, entretenue et dépendante ;
- Un couple romantique : Léo (Régis Porte) et Julie (Anne-Marie Philipe), jeunes adultes, qui tombent amoureux ;
- Un couple tendre : Éva (Évelyne Dress), jeune infirmière en psychiatrie, et Luc (Bernard Giraudeau), en transition professionnelle, qui ont compris que la tendresse est un gage d'équilibre.

## Fiche technique
- Titre : Et la tendresse ? Bordel !
- Réalisation : Patrick Schulmann
- Assistante réal. Chantal Picault et Michel Debats
- Scénario : Patrick Schulmann
- Photographie : Jacques Assuérus
- Montage : Aline Asséo
- Musique : Patrick Schulmann
- Son : Jean-Paul Mugel
- Producteur : Jean-Pierre Fougea
- Sociétés de production : Chloë Productions et Foch Production
- Société de distribution : Gaumont Distribution
- Pays d'origine :  France
- Format : Couleur - 1,66:1 - 35 mm - Son mono
- Genre : comédie
- Durée : 105 minutes
- Date de sortie : 
  - France : 28 février 1979

## Distribution
- Jean-Luc Bideau : Le couple phallocrate - François
- Marie-Catherine Conti : Le couple phallocrate - Carole
- Bernard Giraudeau : Le couple tendre - Luc
- Evelyne Dress : Le couple tendre - Eva
- Anne-Marie Philipe : Le couple romantique - Julie
- Régis Porte : Le couple romantique - Léo
- Patrick Langlade : Le musicien myope
- Stéphane Delcher : Autour des phallocrates - Tom, le neveu de François
- Roland Giraud : Autour des phallocrates - L'associé
- Cathy Reghin : Autour des phallocrates - Lili
- Virginie Vignon : Autour des phallocrates - Léa
- Gino Da Ronch : Autour des romantiques - Le serveur
- Sophie Berger : Autour des romantiques - Cat
- Janine Mondon : Autour des romantiques - La mère de Julie
- Marie-Noëlle Barre : Autour des autres - Anna
- Léo Campion : Autour des autres - Noé
- Erik Colin : Tim
- Étienne Draber : le professeur de médecine
- Denise Bailly : La voisine, Amandine
- Madeleine Damien : La concierge
- Sébastien Floche
- Jean-René Gossart : Le caresseur
- Alain Flick : Le malade sensible aux mots
- Monique Morisi : La postière
- Katia Tchenko : Mona, l'agricultrice
- Alain Duclos : Gil
- Catherine Berriane : La jeune femme agressée dans le film de démonstration
- Françoise Viau
- Françoise Pavy : La maîtresse de Léo (Françoise Pavie)
- Suzy Gossen
- Christine Abt
- Geneviève Omini
- Lydie Pruvot
- Sandra Miller : La mère de M. Fallot
- Nelly Parent : L'infirmière
- Jacqueline Chabrier
- Julie Mallie
- Virginie Caillat : Blonde draguée par le phallocrate au bord de la piscine
- Anne Turolla : Brune dans la boîte de nuit
- Hélène Besançon : Vieille dame en couple dans la boîte de nuit

## À noter
Répliques célèbres
- François à Carole : « Allo Carole ? Tu peux te laver les fesses, j'arrive. »

- L'associé (Roland Giraud) : « Voilà, et maintenant à vous de jouer ! Mais n'oubliez pas, la différence entre le viol et le consentement c'est... c'est... le consentement. »

autre film
- Zig Zag Story, film du même réalisateur qui n'est pas une suite de ce film, a pourtant été édité en vidéo sous le titre Et la tendresse ! Bordel… 2.